# Premio Johann Heinrich Merck
El premio Johann Heinrich Merck de crítica literaria y ensayo es un galardón otorgado anualmente por la Academia Alemana de la Lengua y la Literatura. Fue creado en 1964, y desde entonces está financiado por la compañía farmacéutica Merck, con sede en Darmstadt. Se concede anualmente en la conferencia de otoño de la Academia alemana en la ciudad sede de la compañía, Darmstadt, junto a los premios Sigmund Freud y Georg Büchner.

## Historia
En 2014 fue premiada la filósofa Carolin Emcke (Alemania, 1967), una de las intelectuales europeas que de manera más persuasiva ha combatido los tópicos populistas que quieren dominar el mundo.

## Premiados
Han sido galardonados:
- 2022   Niklas Maak
- 2021 Franz Schuh
- 2020 Iris Radisch
- 2019 Daniela Strigl
- 2018 Martin Pollack
- 2017 Jens Bisky
- 2016 Kathrin Passig
- 2015 Gabriele Goettle
- 2014 Carolin Emcke
- 2013 Wolfram Schütte
- 2012 Heinz Schlaffer
- 2011 Günter de Bruyn
- 2010 Karl-Markus Gauß
- 2009 Harald Hartung
- 2008 Lothar Müller
- 2007 Günther Rühle
- 2006 Eduard Beaucamp
- 2005 Hans Keilson
- 2004 Anita Albus
- 2003 Klaus Theweleit
- 2002 Volker Klotz
- 2001 Friedrich Dieckmann
- 2000 Silvia Bovenschen
- 1999 Gerhard R. Koch
- 1998 Iso Camartin
- 1997 Heinz F. Schafroth
- 1996 Ulrich Weinzierl
- 1995 Michael Maar
- 1994 Peter Demetz
- 1993 Hans Egon Holthusen
- 1992 Benjamin Henrichs
- 1991 Peter von Matt
- 1990 Walter Boehlich
- 1989 Lothar Baier
- 1988 Ivan Nagel
- 1987 Reinhard Baumgart
- 1986 Heinrich Vormweg
- 1985 Sibylle Wirsing
- 1984 Erwin Chargaff
- 1983 Albrecht Schöne
- 1982 Albert von Schirnding
- 1981 Hilde Spiel
- 1980 Sebastian Haffner
- 1979 Werner Spies
- 1978 Karl Heinz Bohrer
- 1977 François Bondy
- 1976 Peter Rühmkorf
- 1975 Walter Höllerer
- 1974 Joachim Günther
- 1973 Hans Heinz Stuckenschmidt
- 1972 Horst Krüger
- 1971 Peter Huchel
- 1970 Joachim Kaiser
- 1969 Erich Heller
- 1968 Georg Hensel
- 1967 Werner Weber
- 1966 Karl Heinz Ruppel
- 1964 Günter Blöcker